# Музыченко, Александр Алексеевич
Александр Алексеевич Музыченко (род. 7 мая 1955 года, Омск,, СССР) — советский и российский яхтсмен, олимпийский чемпион 1980 года в классе «Звёздный». Заслуженный мастер спорта СССР (1980). Последний остающийся в живых олимпийский чемпион по парусному спорту в составе сборной СССР.

## Биография
Отец — Алексей Маркович, родился в Черниговской области, участник Великой Отечественной войны.
Парусным спортом начал заниматься с 6 лет, на реке Иртыш.
В 1980 году на яхте класса «Звёздный» вместе с Валентином Манкиным выиграл золотые олимпийские медали. Соревнования проходили в Таллине. В настоящее время живёт в Риге, занимается на гоночных яхтах класса «Дракон».
После завершения спортивной карьеры работает техническим директором в крупном сельскохозяйственном предприятии Латвии, принадлежащем Валерию Каргину.
Лауреат премии «Яхтсмен года 2013» в номинации «Легенда парусного спорта».